# Premio al Mérito Literario Internacional FILZIC “Andrés Sabella”
El Premio al Mérito Literario Internacional FILZIC "Andrés Sabella", es uno de los galardones de importancia en el círculo de las letras en Chile, principalmente en el norte del país. Una distinción que desde 2011 pone en valor la trayectoria de escritores de habla hispana cuya obra recoge la mixtura, impronta e identidad cultural de nuestros pueblos.
El presente reconocimiento es entregado anualmente en Antofagasta en el marco de la Feria Internacional del Libro Zicosur FILZIC, que en mayo de 2016 premió al escritor, ensayista, y periodista mexicano Juan Villoro.
En su versión 2017, el jurado determinó entregar el reconocimiento a la poetisa cubana, Reina María Rodríguez, ganadora el 2013 del Premio Nacional de Literatura y el 2014 el Premio Iberoamericano de Poesía Pablo Neruda. 

## Orígenes
Entregado por primera vez el año 2011, el Premio al Mérito Literario Internacional FILZIC “Andrés Sabella” bajo el alero de la segunda versión de la Feria Internacional del Libro Zicosur, este reconoce la trayectoria de escritores de habla hispana, con lo cual, se premia a quienes tienen un lugar destacado en el mundo editorial, ya sea por su cantidad de obras publicadas, éxito en ventas y presencia en el mundo de las letras a nivel internacional.
El premio consiste en la entrega de un galvano elaborado por un artesano de la Región de Antofagasta, transformando la pieza en una obra de arte única. Además el escritor recibe por parte de la organización 7 mil euros por una única vez.
Cabe señalar que el 2016 el premio recayó en el escritor, ensayista, y periodista mexicano Juan Villoro, autor de libros como “Dios es redondo”, “El Testigo”, entre otros. Como periodista, Villoro destaca como maestro de la Fundación Gabriel García Márquez para el Nuevo Periodismo Iberoamericano.

## Ganadores
Los escritores reconocidos con el Premio al Mérito Literario Internacional FILZIC “Andrés Sabella”:
- 2011: Antonio Skármeta

- 2012: Hernán Rivera Letelier

- 2013: Mempo Giardinelli

- 2014: Gioconda Belli

- 2015: Raúl Zurita

- 2016: Juan Villoro
- 2017: Reina María Rodríguez

## Sucesos y repercusiones
Este premio, se entrega en el marco de la Feria Internacional del Libro Zicosur Antofagasta, Filzic, que el 2016 presentó su eslogan “Más Libros, Más Libres”.
Edición que consideró más de 140 actividades, incluyendo la participación de destacados escritores regionales, nacionales y extranjeros, presentación de libros, obras de teatro y charlas de especialistas.
Además en su sexta edición contó con un recinto 30% más amplio que el año anterior, albergando un total 158 stands y más de 100 expositores, con espacios de relevancia como el “Rincón de los Sueños” y el “Café Literario”.